# Альбертвіль (Міннесота)
Альбертвіль (англ. Albertville) — місто (англ. city) в США, в окрузі Райт штату Міннесота. Населення — 7896 осіб (2020).

## Географія
Альбертвіль розташований за координатами 45°14′10″ пн. ш. 93°39′46″ зх. д. / 45.23611° пн. ш. 93.66278° зх. д. (45.236048, -93.662668).  За даними Бюро перепису населення США в 2010 році місто мало площу 12,03 км², з яких 11,32 км² — суходіл та 0,70 км² — водойми.

## Демографія
Згідно з переписом 2010 року, у місті мешкали 7044 особи в 2377 домогосподарствах у складі 1799 родин. Густота населення становила 586 осіб/км².  Було 2488 помешкань (207/км²).
Расовий склад населення:
| - 91,6 % — білих - 3,0 % — азіатів - 2,5 % — чорних або афроамериканців - 0,3 % — корінних американців |

До двох чи більше рас належало 2,0 %. Частка іспаномовних становила 2,8 % від усіх жителів.
За віковим діапазоном населення розподілялося таким чином: 34,4 % — особи молодші 18 років, 60,3 % — особи у віці 18—64 років, 5,3 % — особи у віці 65 років та старші. Медіана віку мешканця становила 30,9 року. На 100 осіб жіночої статі у місті припадало 98,3 чоловіків;  на 100 жінок у віці від 18 років та старших — 97,4 чоловіків також старших 18 років.
Середній дохід на одне домашнє господарство  становив 101 031 долар США (медіана — 96 315), а середній дохід на одну сім'ю — 107 133 долари (медіана — 97 492). За межею бідності перебувало 1,6 % осіб, у тому числі 3,5 % дітей у віці до 18 років та 0,3 % осіб у віці 65 років та старших.
Цивільне працевлаштоване населення становило 3626 осіб. Основні галузі зайнятості: освіта, охорона здоров'я та соціальна допомога — 21,6 %, виробництво — 17,2 %, роздрібна торгівля — 13,9 %, фінанси, страхування та нерухомість — 12,6 %.